# Elegy for J.F.K. de Stravinsky
Elegy for J.F.K. (ou Élégie pour J.F.K.) est un morceau de musique vocale composé par le compositeur d'origine russe Igor Stravinsky en 1964, pour commémorer l'assassinat du président américain John F. Kennedy.

## Contexte de la composition
Après le déclenchement de la Seconde Guerre mondiale et son émigration à Los Angeles, en Californie, en 1939, Stravinsky a continué à travailler dans le cadre du néoclassique qu'il avait adopté depuis 1920 environ (après sa Période russe de 1907-1919), mais à partir du début des années 1950, il s'est tourné vers diverses techniques  sérielles, qu'il a utilisées jusqu'à sa mort en 1971.

## Vue d'ensemble et analyse de la musique
L' Élégie pour J.F.K. est une partition pour baryton ou mezzo-soprano accompagné de trois clarinettes (deux clarinettes soprano en si  et une clarinette alto en mi ), et est basée sur une technique de dodécaphonisme et de composition sérielle. Le texte, en quatre strophes "haïku" de 17 syllabes chacune, a été écrit à la demande de Stravinsky par W. H. Auden en mémoire du président assassiné John F. Kennedy, et Stravinsky a choisi de répéter la strophe d'ouverture à la fin. L'Élégie fait appel à divers changements de textures pour s'adapter aux changements de registre vocal. La pièce est de forme ternaire, tout comme le poème, ce qui signifie que le motif est répété dans les neuf premières et dernières mesures. Divers éléments de composition suggèrent la gravité du sujet, comme l'utilisation fréquente du da capo, de la quinte juste ré -la  pour les clarinettes des mm. 7-8, et le triton (quarte augmentée) répété sol -ré  tout au long de l'œuvre.
Stravinsky a d'abord composé la ligne vocale, n'ajoutant l'accompagnement qu'après coup - une méthode de travail qu'il comparait à celle d'Arnold Schoenberg dans la Phantasie pour violon et piano . La rangée que Stravinsky utilise pour l'Elégie,
est remarquable par les trois tritons qui apparaissent dans la première moitié. Cette rangée est liée aux deux rangées que Stravinsky a précédemment utilisées dans le mouvement Bransles du ballet Agon et aux mots "Te Deum" dans la pièce The Flood (Le Déluge), en réordonnant les six secondes (dyade (en)) par classe de ton (pitch class (en)) dans chaque rangée.
Une analyse dodécaphonique de ce morceau montre certains modèles du style. Comme dans toute musique dodécaphonique, il existe une relation mathématique entre les séries primaires, inversées et rétrogrades. Par exemple, les hauteurs de la mélodie dans les mm. 1-8 sont P0, et les hauteurs harmoniques que les clarinettes jouent sont RI0 (ré♯, do♯, la♯, la, sol, fa, si, do, fa♯, mi, ré, et sol♯), avec quelques hauteurs répétées et la quinte juste de ré♯ et la♯ jouée aux mm. 7 et 8. Stravinsky utilise la forme P0 dans toutes les rangées de mesures, sauf aux mm. 9-13 qui utilisent RI0. Les paroles de ces mesures sont les suivantes : 
« Why then? Why there? / Why thus, we cry, did he die? »
« Pourquoi alors ? Pourquoi là ? / Pourquoi ainsi, nous crions, est-il mort ? »

### Liens connexes
- Représentations culturelles de John F. Kennedy (en)